# Камышловка (приток Пышмы)
Камышло́вка — река в России, протекает по Камышловскому району и городу Камышлову Свердловской области. Устье реки находится в 392 км по левому берегу реки Пышмы. Длина реки составляет 18 км.

## Данные водного реестра
По данным государственного водного реестра России, Камышловка относится к Иртышскому бассейновому округу, водохозяйственный участок реки — Пышма от Белоярского гидроузла и до устья, без реки Рефт от истока до Рефтинского гидроузла, речной подбассейн реки — Тобол. Речной бассейн реки — Иртыш.
Код объекта в государственном водном реестре — 14010502212111200007792.